# Mikhail Borisovich Khodorkovsky

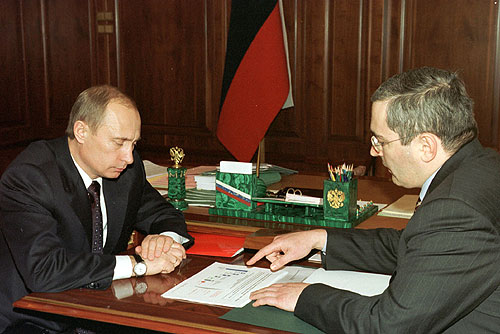
Khodorkovsky với tổng thống Nga Vladimir Putin vào ngày 20 tháng 12 năm 2002

Mikhail Borisovich Khodorkovsky (tiếng Nga: Михаи́л Бори́сович Ходорко́вский, IPA: [mʲɪxɐˈil xədɐˈrkofskʲɪj]; sinh ngày 26 tháng 6 năm 1963) là một doanh nhân Nga giàu có và nhiều thế lực (Tài phiệt Nga), một nhà văn, và cũng là một nhân vật của công chúng.
Vào năm 2003, Khodorkovsky được tạp chí Expert bình bầu làm người của năm (2003) cùng với Roman Abramovich. Năm 2004, Khodorkovsky trở thành người giàu nhất nước Nga và là một trong những người giàu nhất thế giới, hạng thứ 16 trong danh sách tỷ phú của Forbes.
Khodorkovsky đã thành đạt trong guồng máy cộng sản trong chế độ Liên Xô và lập nhiều thành tích kinh doanh trong thời Cởi mở và Đổi mới. Sau khi Liên xô bị giải thể ông ta dần trở nên giàu có nhờ sự phát triển lĩnh vực dầu hỏa tại Siberia với tư cách là tổng giám đốc của hãng Yukos, một trong những công ty lớn nhất của Nga xuất phát từ việc tư nhân hóa tài sản công cộng trong thập niên 1990.
Ông bị bắt ngày 25 tháng 10 năm 2003, khi được mời ra làm nhân chứng, nhưng chỉ vài ngày sau bị giữ lại và buộc tội lừa đảo. Chính phủ Nga dưới quyền của Putin giữ các chứng khoán của Yukos sau đó với lý do trốn thuế. Những hành động tiếp theo của chính phủ làm cho ngân phiếu công ty này mất giá và như vậy làm tiêu tan tài sản của Khodorkovsky. Ông bị kết tội trốn thuế và bị xử tù 9 năm vào tháng 5 năm 2005. Trong khi ngồi tù, Khodorkovsky và đối tác kinh doanh của ông Platon Lebedev tiếp tục bị buộc tội và kết tội thêm về tham ô và rửa tiền vào tháng 10 năm 2010, làm tăng thêm hạn tù cho tới năm 2014. Khodorkovsky được ân xá bởi tổng thống Vladimir Putin sau nhiều cuộc vận động trả tự do cho ông bởi Hans-Dietrich Genscher, cựu ngoại trưởng Đức, và được ra khỏi tù ngày 20/12/2013.

## Tiểu sử
Khodorkovsky sinh tại Moscow, nơi ông ta lớn lên trong một gia đình Xô viết bình thường với căn nhà có 2 phòng, cha mẹ ông đều là kỹ sư làm việc cả cuộc đời tại một công ty sản xuất dụng cụ đo lường. Cha ông là người gốc Do thái và mẹ ông là người Nga theo đạo chính thống giáo. Khodorkovsky ngay từ hồi còn nhỏ rất tham vọng và học rất giỏi. Ở trên đại học ông trở thành phó chủ tịch đoàn Thanh niên Cộng sản (Komsomol) tại trường mình (Viện Hóa học và Kỹ nghệ Nga Moscow Mendeleev), nơi mà ông tốt nghiệp kỹ sư Hóa học vào năm 1986. Dính líu vào Komsomol là một trong những cách để có thể tiến thân trong guồng máy Cộng sản và để đạt được một mức sống cao nhất.
Khi thời kỳ Đổi mới bắt đầu, Khodorkovsky dùng những quan hệ của mình trong tổ chức Cộng sản để dành một chỗ đứng trong thị trường tự do. Ông lợi dụng sự giúp đỡ của một số người có nhiều thế lực để bắt đầu những hoạt động thương mại dưới danh nghĩa của Komsomol. Tình bạn với một lãnh tụ Komsomol, Alexey Golubovich, đã giúp ông rất nhiều trong những thành công kế tiếp, bởi vì cha mẹ của Golubovich có địa vị cao trong nhà băng chính phủ Liên Xô.

## Truy nã quốc tế
Ngày 23-12, chính quyền Nga tuyên bố đưa cựu tỷ phú Mikhail Khodorkovsky vào danh sách truy nã quốc tế theo yêu cầu của tòa án. Một ngày trước đó, cảnh sát Nga bố ráp nơi ở của các nhân viên tổ chức Open Russia do ông Khodorkovsky sáng lập. Phản ứng lại, người phát ngôn của ông Khodorkovsky chỉ trích Điện Kremlin có ý đồ "gây sức ép chính trị" lên người từng một thời giàu nhất nước Nga. Theo AFP, người phát ngôn Ủy ban Điều tra Nga Vladimir Markin thông báo ông Khodorkovsky bị truy nã quốc tế bởi trước đó một tòa án đã ra lệnh bắt cựu tỷ phú Nga vì cáo buộc có dính líu đến vụ ám sát một thị trưởng ở Siberia năm 1998.
Ông Khodorkovsky bị bắt hồi năm 2003 và phải ngồi tù 10 năm vì tội trốn thuế, lừa đảo và biển thủ công quỹ. Trước khi bị bắt, ông Khodorkovsky là tỷ phú giàu nhất nước Nga với số tài sản 8 tỷ USD. Những người ủng hộ ông Khodorkovsky chỉ trích đó là đòn trừng trị của Tổng thống Nga Vladimir Putin đối với những tham vọng chính trị của tỷ phú Nga. Nhờ sự vận động của chính phủ Đức, năm 2013, ông Putin ân xá cho ông Khodorkovsky. Khi đó ông Khodorkovsky cam kết không tham gia chính trị. Tuy nhiên sau khi mẹ ông qua đời, ông Khodorkovsky sáng lập phong trào Open Russia với quyết tâm "thay đổi chế độ" ở Nga.

## Phim tài liệuKhodorkovsky
Tại Hội phim Quốc tế Berlin 2011 phim tài liệu Khodorkovsky được chiếu lần đầu tiên. Nhà đạo diễn Đức, người gốc Nga, đã bỏ 5 năm ra để làm cuốn phim này, đã nói chuyện với hơn 70 nhân chứng, thu thập tài liệu phỏng vấn hơn 180 tiếng. Theo như Tuschi cho biết phim này tốn khoảng 400.000 Euro và đã được nhiều chương trình tài trợ phim và được đài truyền thanh, truyền hình Bayern hỗ trợ tài chính. Cao điểm của phim này là cuộc phỏng vấn Khodorkovsky, mà Tuschi đã có thể thực hiện trong thời gian ông ta bị xử án. Trước khi phim được chiếu lần đầu tiên thì những phòng sản xuất của Tuschi tại Berlin đã bị kẻ trộm xâm nhập và họ đã lấy đi 4 máy tính chứa cuốn phim định chiếu. Trước đó, vào đầu tháng giêng 2011, Tuschi cho biết, có kẻ lạ mặt lấy mất một đĩa cứng có chứa một phần của cuốn phim tài liệu này ở Bali.